# Линдрот, Лев Николаевич
Лев Николаевич Линдрот (1911, Луцк — 1988, Ленинград) — советский архитектор, дизайнер и педагог.
Один из создателей школы ленинградского дизайна, заведующий кафедры промграфики в ЛВХПУ им. В. И. Мухиной.

## Биографическая справка
Родился в 1911 году (отец, полковник-артиллерист Императорской армии, скончался в 1933 году).
Окончил школу и конструкторские курсы в Ленинграде, работал конструктором в «Проектгражданстрое» и архитектурно-проектном институте — «Гипрогор».
Осенью 1932 года поступил на архитектурный факультет Всероссийской Академии художеств, в мастерскую академика И. А. Фомина.
В декабре 1934 года был арестован по ложному доносу; 6 марта 1935 года приговорен к 3 годам ИТЛ (исправительно-трудовых лагерей) и 29 марта отправлен в Печорский ИТЛ .
С июня 1936 года работал над проектированием поселка Судстрой, который позже вырос в город Молотов, затем получил название Северодвинск.
Посёлок Судстрой проектировался и строился параллельно с новым судостроительным заводом № 402 (впоследствии — «Севмаш»), где уже 21 декабря 1939 года состоялась закладка линкора «Советская Белоруссия».
C 1941 по 1945 годы был на фронтах Великой Отечественной войны.
В 1949 году Л. Н. Линдрот окончил архитектурный факультет Всероссийской Академии художеств. Его непосредственными учителями были профессора Л. В. Руднев и Е. И. Катонин.
Проектировал здания в Ленинграде. В 1960-х годах — профессор, заведующий отделением промышленной графики на кафедре промышленного искусства Ленинградского Высшего Художественно-промышленного училища имени В. И. Мухиной.
Умер в 1988 году. Похоронен на Серафимовском кладбище Санкт-Петербурга.

## Награды и премии
В 1954 году, совместно с архитектором  Ф. А. Гепнером получил третью премию на «Всероссийском конкурсе на лучшие выстроенные жилые и гражданские здания»

### Архитектурное проектирование
По проектам архитектора Л. Н. Линдрота сооружены жилые дома, школа, памятники и мемориальные доски:
- Памятник советским воинам, павшим в годы Великой Отечественной войны. Парк М. И. Калинина (Черновцы, 1946)
- В пятидесятые годы на пересечении Кондратьевского и Полюстровского проспектов Ленинграда формировался ансамбль площади М. И. Калинина. Дополняют ансамбль два 5-этажных дома, сооружённых в 1955 году (Полюстровский просп., 31 и 42) по проекту архитекторов Л. Н. Линдрота, А. К. Барутчева и Н. И. Иоффе)[5]
- Школа № 225, Адмиралтейская наб., дом 4 (1950), построена в стиле советского монументального классицизма

- Жилой дом (общежитие), Большеохтинский проспект, дом 7 (архитекторы: Л. Н. Линдрот и Ф. А. Гепнер), 1953[6])
- Монумент на Смоленском кладбище «Памятник детям» — Васильевский остров, Камская ул., 24. Расположен вблизи главной дорожки и напоминает об одном из трагических эпизодов блокадного времени: здесь похоронены дети, погибшие от фашистского снаряда 9 мая 1942 года. Памятник в виде гранитной стелы с рельефом сооружен в 1966 году (архитекторы Л. Н. Линдрот и Н. Г. Эйсмонт, скульптор В. И. Гордон)
- Мемориальная доска в честь защитников Пулковские высоты
- Мемориальная доска на здании Государственного музея «Нарвская застава» и другиe[7]

### Графический дизайн
С начала пятидесятых годов Лев Николаевич Линдрот параллельно с архитектурным проектированием занимался работой в области книжной графики. В его графическом оформлении выпускались энциклопедии, монографии, книги по истории и искусству Ленинграда.

### Педагогическая работа
В феврале 1945 года было воссоздано художественное училище, основанное ещё в дореволюционной России, которое назвали Ленинградским высшим художественно-промышленным училищем имени В. И. Мухиной. Архитектор Л. Н. Линдрот стал преподавателем одного из подразделений ЛВХПУ; в 1949 году ему было предложено заняться подготовкой специалистов декоративно-прикладного искусства. В это же время в этом учебном заведении работают такие известные архитекторы, как И. А. Вакс, О. Л. Лялин, М. А. Шепилевский, В. С. Васильковский, Я. Н. Лукин, В. Д. Кирхоглани, Л. С. Катонин, В. А. Петров, а историю искусства преподавали М. Э. Гизе и П. Е. Корнилов.
В 1964 году в ЛВХПУ имени В. И. Мухиной на кафедре промышленного искусства было организовано отделение промышленной графики, которое возглавил профессор Лев Николаевич Линдрот.
Среди учеников Л. Н. Линдрота:
- Светлана Мирзоян — автор автобусов «RAF» и автор фирменного стиля многих промышленных товаров[9];
- Олег Фролов — по проекту которого выпущены первые в мире суда на подводных крыльях[10];
- Татьяна Лукьянова — художник-график, автор известных упаковок: «Мишка на Севере», «Тройка», «Невский проспект», «Русские сезоны» и других, хорошо известных, брендов Санкт-Петербурга[11];
- Владимир Степанов — Главный художник «ЛОМО», Заслуженный художник Российской Федерации[12].